# Horst Slaby
Horst Slaby (* 12. Februar 1941 in Dreimühlen, Ostpreußen) ist ein ehemaliger deutscher Fußballspieler, der vorwiegend im linken Mittelfeld oder in der Abwehr agierte.

## Spielerlaufbahn
Als Slaby seine aktive Laufbahn im Alter von zwölf Jahren begann, spielte er zunächst auf der Position eines Stürmers. Mit 17 schloss er sich der BSG Aktivist Espenhain an. Bei einem Spiel dieser Mannschaft in der Bezirksliga Leipzig war der Trainer Alfred Kunze zugegen, um einen Spieler zu beobachten, der Aufmerksamkeit erregt hatte, aber ausgerechnet in dieser Partie verletzungsbedingt ausfiel. Dem Schicksal sei Dank war Slaby an jenem Tag in hervorragender Verfassung und erzielte alle sechs Tore zum 6:3-Sieg seiner Mannschaft. Bald darauf holte Kunze den talentierten Slaby im Winter 1959/60 zum SC Lokomotive nach Leipzig und funktionierte ihn zum Mittelfeldspieler um. Dort kam er zu 16 Einsätzen in der Oberliga.
Bei der 1963 vorgenommenen Zuordnung von Spielern zu einem der beiden Leipziger Vereine wurde Slaby zur BSG Chemie Leipzig delegiert. Der sogenannte „Rest von Leipzig“ gewann in der Saison 1963/64 überraschend die Meisterschaft, wobei Slaby in 23 der 26 Punktspiele zum Einsatz gekommen war. Zwei Jahre später gewann er mit den Chemikern auch den FDGB-Pokal. Für den BSG Chemie bestritt Slaby 55 Oberligaspiele.
Während seiner Wehrpflicht in der Nationalen Volksarmee spielte er von 1967 bis 1969 für die ASG Vorwärts Leipzig und kehrte anschließend zur BSG Chemie zurück, in deren Reihen er seine aktive Laufbahn in der Saison 1971/72 beendete. Dort kam er noch zu weiteren 43 Einsätzen in der DDR-Oberliga.

## Erfolge
- DDR-Meister: 1964
- Pokalsieger der DDR: 1966

## Weiterer Werdegang
Horst Slaby hat Medizin studiert und später sein Sportlehrerdiplom erworben. Er promovierte im Fachbereich der Pädagogik. 17 Jahre war er wissenschaftlicher Mitarbeiter an der DHfK in Leipzig.
Er trainierte von 1987 bis 1989 die 1. Mannschaft der BSG Chemie Leipzig. Ab 1. Juli 1989 startete er als Verbandstrainer beim DFV und übernahm die U-16-Auswahl der DDR, mit der er 1990 bei der Heim-EM antrat.
Nach der Wende war er am Internatsgymnasium Pädagogium Bad Sachsa als Sportlehrer tätig.

## Trivia
Seine Tochter Grit war Teilnehmerin für die DDR an den Olympischen Sommerspielen von 1980 in Moskau, wo sie im 400 Meter Lagen Schwimmen den vierten Platz belegte.